# Glyceria obtusa
Glyceria obtusa är en gräsart som först beskrevs av Henry Ernest Muhlenberg, och fick sitt nu gällande namn av Carl Bernhard von Trinius. Glyceria obtusa ingår i släktet glycerior, och familjen gräs. Inga underarter finns listade i Catalogue of Life.